# Histoire Naturelle, Médicale et Économique des Solanum
Histoire Naturelle, Médicale et Économique des Solanum (abreviado Hist. Nat. Solanum) es un libro con ilustraciones y descripciones botánicas que fue escrito por el botánico y micólogo francés Michel Félix Dunal y publicado en  Paris, Estrasburgo, Montpellier en el año 1813 con el nombre de Histoire Naturelle, Médicale et Economique des Solanum et des Genres qui ont ete Confondus avec eux. 